# Teresa Weatherspoon
Teresa Gaye Weatherspoon (Pineland, 8 december 1965) is een voormalig Amerikaans basketbalspeelster. Zij won met het Amerikaans basketbalteam de gouden medaille tijdens de Olympische Zomerspelen 1988. En brons op de Olympische Zomerspelen 1992. Ook won ze met het nationale team in 1986 het Wereldkampioenschap basketbal. 
Weatherspoon speelde tijdens haar studie voor het team van de Louisiana Tech University. Ze speelde bij verschillende clubs in Italië en Rusland, voordat zij in 1997 haar WNBA-debuut maakte bij New York Liberty. In totaal heeft ze 8 seizoenen in de WNBA gespeeld. 
Tijdens de Olympische Zomerspelen 1988 in Seoel won ze olympisch goud door  Joegoslavië te verslaan in de finale. Tijdens de Olympische Zomerspelen 1992 in Barcelona verloor het Amerikaanse team in de halve finales en wist uiteindelijk Cuba te verslaan voor het brons. In totaal speelde Weatherspoon 10 wedstrijden tijdens deze twee Olympische Spelen.
Weatherspoon werd in 2010 toegevoegd aan de Women’s Basketball Hall of Fame. En in 2019 werd ze toegevoegd aan de Basketball Hall of Fame. Na haar carrière als speler werd zij basketbalcoach. Sinds 2020 was ze assistent-coach van de New Orleans Pelicans. Sinds 2023 is ze hoofdcoach van de Chicago Sky.